# Gentlemen of Nerve
Gentlemen of Nerve (Mabel y Charlot en las carreras) es un cortometraje estadounidense con dirección de Charles Chaplin y con actuación suya y de Mabel Normand. Fue estrenado el 29 de octubre de 1914. 

## Sinopsis
Mabel y su novio van a ver las carreras de coches, y Charlot, pobre de solemnidad, toma su lugar después de colarse sin pagar, en tanto el novio y un amigo de Charlot son expulsados por un policía.

## Reparto
- Charles Chaplin: el Sr. Wow-Woe.
- Mabel Normand: Mabel.
- Chester Conklin: Ambrose.
- Mack Swain: el Sr. Walrus.[3]
- Phyllis Allen:[2] una mujer que coquetea.
- Edgar Kennedy: el policía.
- Alice Davenport: la de las bebidas.

## Comentario
Es interesante la escena de la carrera, en la que Charlot se bebe con una pajita la limonada de su vecina de asiento.